# Aguacatitla, Huejutla de Reyes
Aguacatitla är en ort i Mexiko.   Den ligger i kommunen Huejutla de Reyes och delstaten Hidalgo, i den sydöstra delen av landet, 200 km norr om huvudstaden Mexico City. Aguacatitla ligger 206 meter över havet och antalet invånare är 613.
Terrängen runt Aguacatitla är huvudsakligen kuperad, men åt nordost är den platt. Runt Aguacatitla är det ganska tätbefolkat, med 199 invånare per kvadratkilometer. Närmaste större samhälle är Huejutla de Reyes, 4,2 km nordost om Aguacatitla. Omgivningarna runt Aguacatitla är en mosaik av jordbruksmark och naturlig växtlighet.